# 勐董水库
勐董水库是云南省沧源佤族自治县的一座水库，属中型蓄水工程，是沧源境内面积最大的湖泊，位于县城以南2.5千米的勐董河上。1989年9月19日开工，2003年6月竣工。建成后坝高61米，坝顶长337米、宽8米，总库容1,180万立方米，经流面积40.25平方千米，年供水1,250万立方米，设计灌溉面积3.72万亩，实际灌溉面积0.51万亩。受益区为勐董坝、勐甘坝、勐角坝及糯良乡的坝尾村、勐来村等。是集灌溉、供水、发电、环保、防洪和旅游为一体的综合性水利工程。建有装机容量为800千瓦的小型水力发展电站，年均发电量360万度。

## 资料来源
1. ↑  沧源佤族自治县民族中学地理室; 沧源佤族自治县交通局. . 昆明: 云南科技出版社. 2002年12月. ISBN 7-5416-1753-9.
2. ↑  杨敏. . ein.ynnu.edu.cn. 佤族大辞典. 2012-12-01  [2017-12-15].[永久]